# Serra de la Tossa
La Serra de la Tossa és una serra situada al municipi de Gósol a la comarca del Berguedà, amb una elevació màxima de 2.176 metres.